# Yuexiu Fortune Center
Yuexiu Fortune Center («Юэсю Форчун центр», также известен как Yuexiu Fortune Plaza, Yuexiu Property Project и Wuhan International Finance Center) — сверхвысокий небоскрёб, расположенный в китайском городе Ухань, в деловом районе Цяокоу, рядом с мостом Юэху, на набережной реки Ханьшуй. Построен в 2017 году в стиле модернизма, по состоянию на 2020 год являлся четвёртым по высоте зданием города, 51-м по высоте зданием Китая, 61-м — Азии и 98-м — мира.
Офисная башня № 1 Yuexiu Fortune Center (330 м) имеет 68 наземных и два подземных этажа. Площадь здания — 205,6 тыс. м², площадь всего комплекса Wuhan Starry Winking — 640,3 тыс. м². Форма башни из трёх соединённых элементов напоминает китайский иероглиф 川, означающий воду, что символизирует близость участка к реке и позиционирование Уханя как «города у воды». Архитекторами небоскрёба выступили лондонские фирмы WilkinsonEyre и Arup Group при участии Института строительства и планирования города Гуанчжоу, застройщиком — пекинская корпорация China State Construction Engineering, владельцем является гонконгский оператор недвижимости Yuexiu Real Estate.
Помимо офисной башни Yuexiu Fortune Center в состав комплекса Wuhan Starry Winking входят трёхэтажный торговый центр Xinghui Weigang Shopping Centre и девять жилых башен высотой от 165 до 188 метров, построенных в 2015—2016 годах (этажность башен варьируется от 30 до 61 этажа). Торговый центр образует подиум, непосредственно связывающий комплекс со станцией скоростного трамвая Цяокоу-роуд. Вдоль набережной и вокруг комплекса разбита парковая зона.